# Crataegus lassa
Crataegus lassa är en rosväxtart som beskrevs av Chauncey Delos Beadle. Crataegus lassa ingår i Hagtornssläktet som ingår i familjen rosväxter.

## Underarter
Arten delas in i följande underarter:
- C. l. colonica
- C. l. integra
- C. l. lanata
- C. l. recurva